# 7 شارع الحبيب بورقيبة (فلم)
7 شارع الحبيب بورقيبة (بالفرنسية: Cinecitta) فيلم تونسي من إخراج إبراهيم اللطيف، أصدر عام 2009.

## الممثلون
- محمد علي بن جمعة
- عبد المنعم شويط
- محمد قريع
- درة زروق
- محمد علي المهدي
- جمال المدني
- جعفر القاسمي
- رؤوف بن عمر
- فتحي الهداوي
- جمال ساسي
- جاكلين بزموت
- ليليا القلعي